# Sabela Ramil Rivera
Sabela Ramil Rivera va néixer a Bravos, concello de Ourol (Galícia) el 1994. La seva família es va mudar al poble d'en As Pontes de García Rodríguez (A Coruña), on va créixer. És una cantant i compositora en castellà i gallec. Fou concursant del concurs de cant de TVE anomenat Operación Triunfo 2018.

## Biografia

### Inicis
Des de molt petita ja cantava cançons i li encantava ballar. La música és la seva passió des de sempre.
Abans d'entrar a l'acadèmia, s'havia format i havia cursat un Grau mitjà de Clarinet, grau en Teràpia Ocupacional i un màster en Musicoteràpia.
A més a més, actualment està treballant en una associació de l'àrea de salut mental i en un programa d'inserció sociolaboral de persones amb discapacitat intel·lectual.
Els seus gustos musicals són molt variats, però a una de les artistes que més admira és la Silvia Pérez Cruz.

### Operación Triunfo 2018
Durant el pas per l'acadèmia ha evolucionat notablement gràcies als coneixements i tècniques obtinguts per part de professors especialitzats en diferents àmbits com ara en Manu Guix, la Mamen Màrquez, la Laura Andrés, Vicky Gómez, Joan Carles Capdevila… Entre d'altres.
És així doncs, que la concursant ha interpretat a una varietat d'artistes molt diferents en cada gala del programa, entre els que podem distingir, per exemple, a Rosa Cedron, Amaral, Pereza, The Beatles, Adele, Emeli Sandé o Rosana.